# Говерла (село)
Гове́рла (укр. Говерла) — село в Богданской сельской общине Раховского района Закарпатской области Украины.
Население по переписи 2001 года составляло 380 человек. Почтовый индекс — 90647. Телефонный код — 3132. Занимает площадь 0,8 км². Код КОАТУУ — 2123685002.